# École supérieure d'électronique de l'Ouest
 (novembre 2020).
Si vous disposez d'ouvrages ou d'articles de référence ou si vous connaissez des sites web de qualité traitant du thème abordé ici, merci de compléter l'article en donnant les références utiles à sa vérifiabilité et en les liant à la section « Notes et références ».
L'École supérieure d'électronique de l'Ouest (Groupe ESEO depuis 2006) est l'une des 204 écoles d'ingénieurs françaises accréditées au 1er septembre 2020 à délivrer un diplôme d'ingénieur.
L’école est organisée sous la forme d'une association à but non lucratif, reconnue d'utilité publique (labellisation EESPIG), spécialisée dans la formation d'Ingénieur (Bac+5) et des Bachelors (Bac+3) (anciennement École Supérieure d'Electronique de l'Ouest). Elle est située à Angers, Dijon et Paris-Vélizy.

## Histoire
En 1956, le chanoine Jean Jeanneteau (1908-1992) forme l'ESEO à Angers, « école sœur » de l'Institut supérieur d'électronique de Paris (ISEP) et l'Institut supérieur de l'électronique et du numérique (ISEN) ; les trois écoles fondent la FESIC, avec recrutement commun des étudiants et partenariats pédagogiques. 
Le nom officiel de l'école est depuis sa création « École supérieure d'électronique de l'Ouest », mais ce nom n'est plus décliné au sein de l'école depuis 2006 (seuls « ESEO » ou « Groupe ESEO » sont utilisés).
Les grandes étapes du développement de l'ESEO sont :
- 1956 : Création de l'École à Angers
- 1962 : 1re habilitation par la Commission des titres d'ingénieur (CTI)
- 1970 : Introduction de l'informatique à l'ESEO
- 1971 : Pôle de formation continue pour les entreprises
- 1974 : Membre de la Conférence des grandes écoles
- 1994 : Cursus ingénieur en formation continue et en apprentissage
- 2006 : Ouverture de l'ESEO à Paris
- 2008 : Ouverture de l'ESEO à Dijon
- Octobre 2012 : Inauguration officielle du nouveau campus ESEO Angers 2012.
- 28 juin 2014 : L'ESEO diplôme son 5000e ingénieur
- Avril 2016 : Labellisation EESPIG (établissements privés non lucratifs qui travaillent en partenariat avec l’État)
- Septembre 2016 : Ouverture du cursus Bachelor Solutions Numériques Connectées (bac +3)
- Janvier 2017 : Ouverture de la formation d'ingénieur généraliste par l'apprentissage, en partenariat avec la CCI de Maine-et-Loire (49).
- 2018 : ouverture d'un nouveau campus à Vélizy-Villacoublay.

L'école poursuit en 2020 le développement de ses activités à Dijon, où il est déjà possible de suivre les 2 premières années de la formation d'ingénieurs et où il est prévu de pouvoir suivre ultérieurement la totalité de la formation d'ingénieur.

## Organisation
L'ESEO, qui forme environ 270 ingénieurs par an (200 en formation initiale et 70 par l'apprentissage en alternance avec les entreprises), est membre fondateur de la FESIC (Fédération d'écoles supérieures d'ingénieurs et de cadres), membre de la Conférence des grandes écoles (CGE) et de l'association Ingénieurs et scientifiques de France (IESF). Sa directeur actuel est Guillaume Feuvre. Le 3 février 2025, il succède à Sonia Wanner lui-même successeur de Frédéric Huglo, d'Olivier Paillet, de Jacky Charruault et de Victor Hamon.
L'ESEO dispose de trois sites : Angers, Dijon et Paris-Vélizy.
Depuis 2016, l'école a le statut d'EESPIG.

## Formations délivrées
Deux types de formations sont proposées au sein du Groupe ESEO : Ingénieur (Bac +5) et Bachelor (bac +3). Le titre du diplôme d'ingénieur est « Ingénieur de l'École supérieure d'électronique de l'Ouest »

### Formation ingénieur avec statut étudiant (Bac +5)
La formation ingénieur se déroule en cinq ans pour les élèves intégrant l'école après un baccalauréat général (avec spécialités scientifiques), STI2D ou STL.
La formation au cours des deux premières années intégrées soit en CPGE implantée à l'ESEO (adaptée des classes préparatoires scientifiques PCSI ou MPSI) soit en prépa Technologies et International, avec notamment des cours et travaux pratiques d'électronique et d'informatique (projets par équipes en général). Les 2 premières années peuvent être suivies à Angers, Vélizy et Dijon.
Les trois dernières années (E3, E4 et E5) correspondent au cycle ingénieur. Au moins trois stages en entreprise doivent être effectués au cours des cinq années (9 à 12 mois de stage, plus parrainage par au moins deux ingénieurs en poste). 
Pour les étudiants intégrant l'école après un bac+2 (SPE, DUT, L2…), la formation d'ingénieur peut également se dérouler en trois ans.

### Formation Ingénieur par apprentissage (Bac+5)
L'école d'ingénieur développe l'apprentissage pour le parcours d'ingénieur spécialisé depuis 25 ans avec l'ITII Pays de la Loire. À partir de janvier 2017, l'école ouvre son cursus d'ingénieur généraliste à l'apprentissage en partenariat avec la CCI 49. Le cursus s'adresse aux étudiants de Bac+2 (BTS ou DUT) à fort contenu informatique et électronique souhaitant obtenir le diplôme d'ingénieur généraliste.

### Formation Bachelor (Bac +3)
La formation Bachelor se déroule sur trois ans. 
Le programme allie sciences, technologies, management de projets et ouverture. Ce cursus est élaboré avec les entreprises partenaires du Groupe ESEO. Les étudiants en Bachelor à l'ESEO ont la possibilité de poursuivre en Cycle Ingénieur à l'issue des trois années de formation.
Il est aussi possible que, à la fin de leur 2e année de cursus, ils rejoignent la formation par apprentissage

### Spécialisations et options
Les principaux domaines de spécialisation proposés aux étudiants sont : Logiciels & Données ; Cloud, Système & Sécurité ; Systèmes embarqués ;  Electronique & Objets Connectés ; Data Sciences Multimédia et Télécom ; Biomédical ; Énergie et Environnement ; Ingénierie d'affaires ; Smart city.

### Doubles diplômes et liens avec les universités étrangères
L'ESEO propose quatre doubles-diplômes d'ingénieur-manager en partenariat avec les écoles suivantes : ESSCA (Angers), AUDENCIA (Nantes), ITT Chicago (États-Unis) et CITY U HONG-Kong (Chine).
Elle propose huit bi-diplômes recherche innovation en partenariat avec les universités suivantes : Université d'Angers, de Rennes, de Nantes, de Paris VI, de Sherbrooke (Canada) et l'UTC de Compiègne. 
Elle propose aussi plus de 41 formations doubles diplômes dans diverses disciplines avec des universités étrangères, notamment :
- Université municipale de Hong Kong (Hong-Kong, Chine)
- Université de Belgrano (Belgrano, Argentine)
- Institut de technologie de l'Illinois (Chicago, États-Unis)
- Université de Wollongong (Wollongong, Australie)
- Université de Sherbrooke (Sherbrooke, Canada)
- Université de Plymouth (Plymouth, Angleterre)
- UNLV (Las Vegas, États-Unis)
- Université de ULM (Ulm, Allemagne)
- et aussi au Brésil, en Inde…

Tous les étudiants partent à l'étranger au cours de leur formation à l'ESEO pour une durée de plus de trois mois obligatoires : en stage, en études courtes (programmes du cycle international intégré, Summer programs, parcours franco-chinois), ou en études longues (plus de 40 doubles diplômes internationaux reconnus sont proposés dans de nombreux pays).
Le diplôme d'ingénieur délivré par l'ESEO est reconnu à l'international par le label Européen d'excellence Eur-Ace. Le diplôme d'ingénieur ESEO donne le grade de Master européen.

## La recherche à l'ESEO
Quatre groupes de recherche sont organisés autour des compétences et des spécialisations des enseignants-chercheurs de l'école :
- RF-EMC : radiofréquence, antenne et RFID ;
- GSII : contrôle non destructif, instrumentation biomédicale et capteurs optiques pour la mesure mécanique ;
- AGE : Automatique et Génie électrique
- ÉRIS : Recherche en Informatique et Systèmes

## Association des anciens élèves ESEO Alumni
L'ESEO Alumni, anciennement Association des anciens élèves de l'ESEO (AESEO), a été créée en janvier 1963. Elle est indépendante de l’école, financièrement ainsi que dans sa structure de gouvernance, le conseil d'administration de l’ESEO Alumni. Elle est membre de l’IESF (Ingénieurs et scientifiques de France). 
L’école compte plus de 5 500 anciens élèves.
Plusieurs anciens élèves (chefs d'entreprise, entrepreneurs, inventeurs), dont :
- Michel Ugon : inventeur de la carte à puce avec processeur[7] ;
- Noël Malvache : Ingénieur, Universitaire. Fondateur du Laboratoire d'automatique industrielle et humaine de l’Université de Valenciennes[8],[9].
- Jean-Pascal Tricoire : Président de Schneider Electric[10].

Médaille de l’ESEO
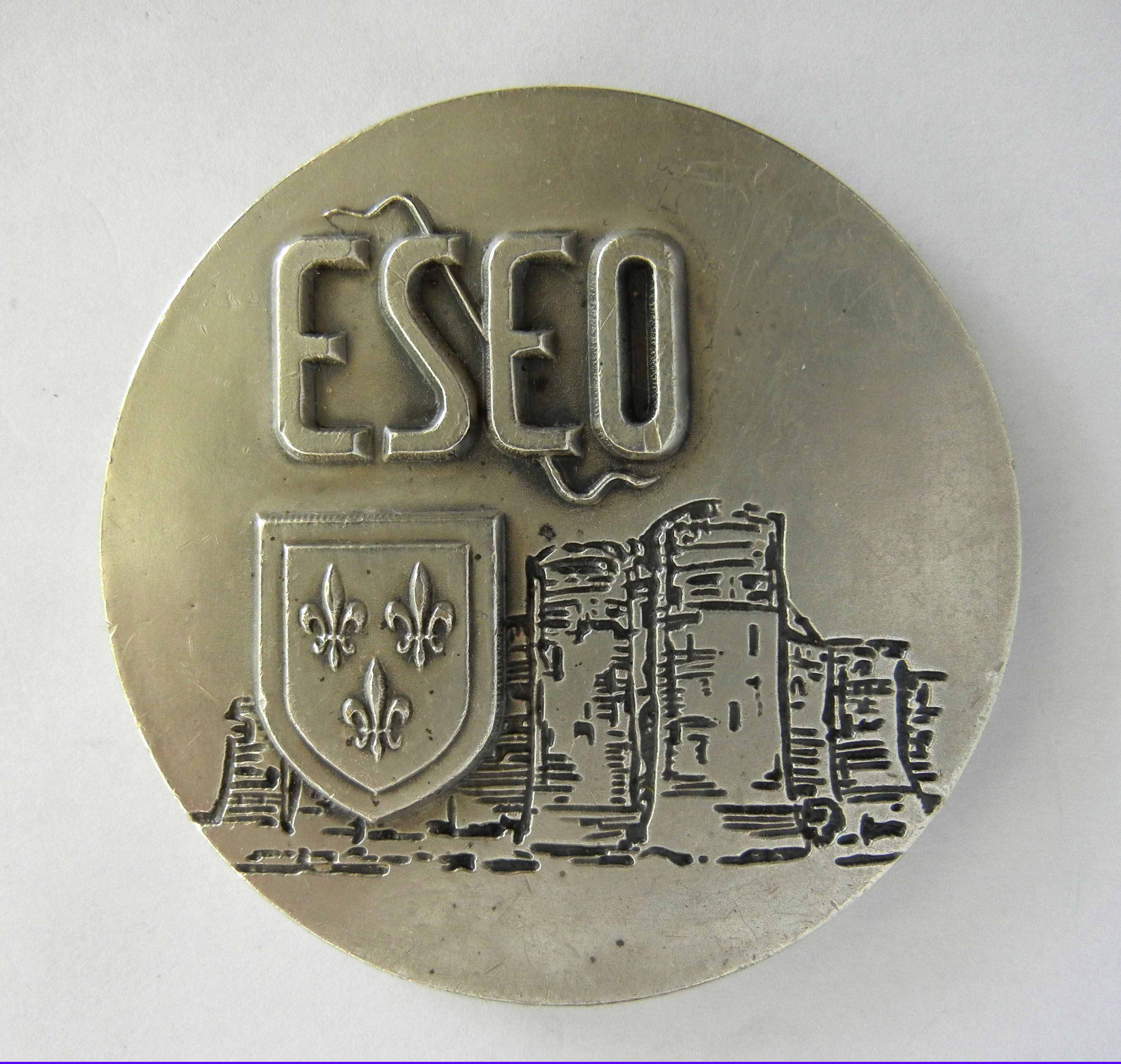
Recto
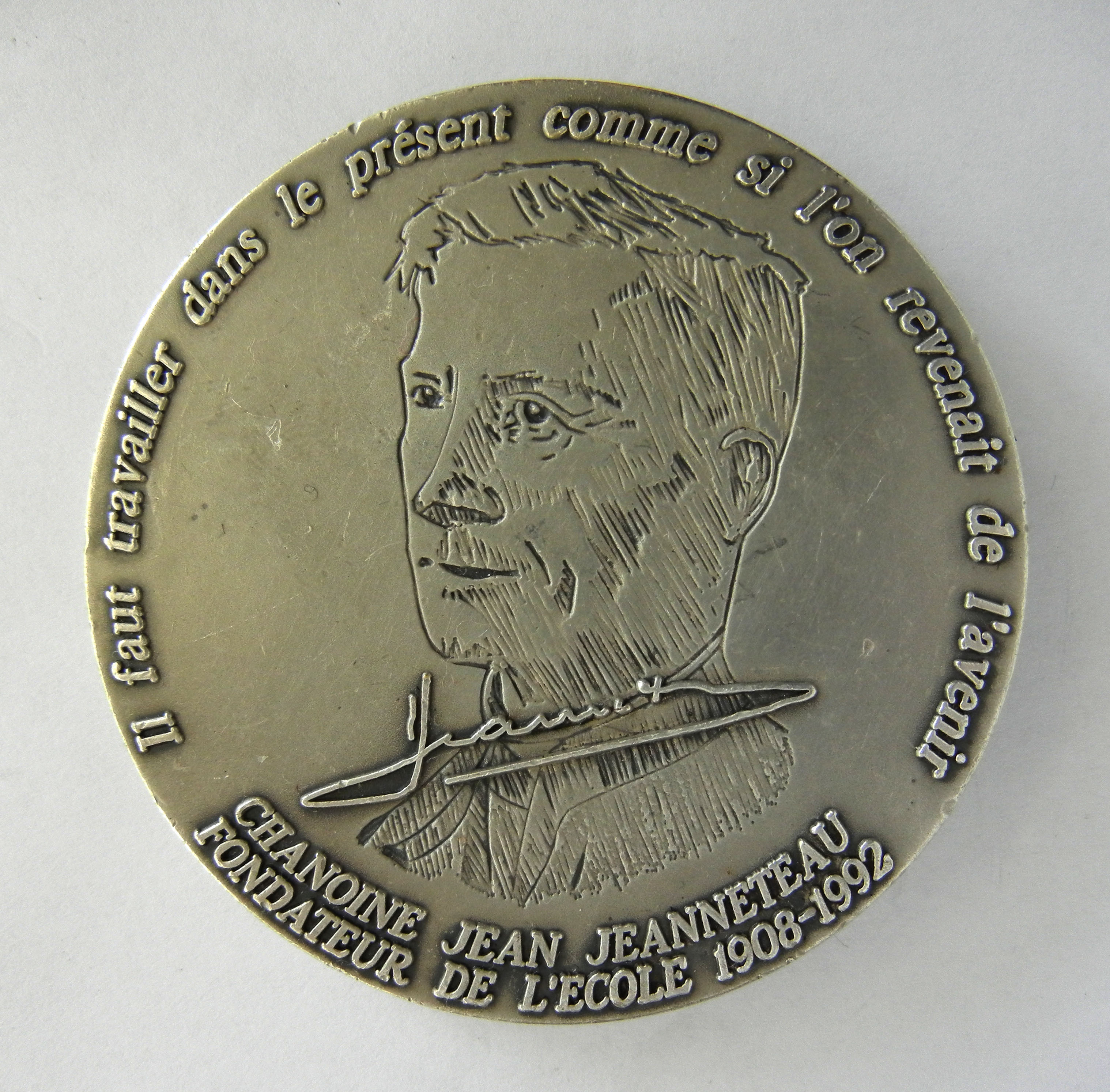
Verso

## Identité visuelle
|  |  |  |  |  |